# 伊莉莎白·索菲亞 (薩克森-阿爾滕堡)
伊莉莎白·索菲亞（德語：Elisabeth Sophia，1619年10月10日—1680年12月20日），他是薩克森-哥達公爵的夫人，也是薩克森-阿爾滕堡公爵約翰·菲利普的女兒。

## 家庭
1636年，伊莉莎白·索菲亞和日後的薩克森-哥達公爵恩斯特一世結婚，兩人共有7子2女：
1. 伊莉莎白·多蘿西亞（1640年—1709年）
2. 腓特烈（1646年—1691年）
3. 阿爾布雷希特（1648年—1699年）
4. 博恩哈德（1649年—1706年）
5. 海因里希（1650年—1710年）
6. 克里斯蒂安（1653年—1707年）
7. 多蘿西亞·瑪麗亞（1654年—1682年）
8. 恩斯特（1655年—1715年）
9. 約翰·恩斯特（1658年—1729年）